# Чемпионат Японии по волейболу среди женщин
Чемпионат Японии по волейболу среди женщин — ежегодное соревнование женских волейбольных команд Японии. Проводится с 1928 года по азиатскому варианту игры (9х9) и с 1968 года по классическому варианту волейбола (6х6).
Организатором является SV-Лига (в 1967—1994 — Японская волейбольная лига, 1994—2024 — V-Лига), проводящая чемпионат в двух дивизионах — SV-премьер-лиге и SV-челендж-лиге.

## Формула соревнований
Чемпионат 2024/25 в SV-премьер-лиге включал два этапа — предварительный и плей-офф. На предварительной стадии 14 команд играли в 3 круга + каждая из команд провела ещё по 5 игр. По её результатам 8 команд вышли в плей-офф и далее по системе с выбыванием разыграли призовые места. Серии матчей плей-офф проводились до двух побед одного из соперников. 
За победы со счётом 3:0 и 3:1 команды получают по 3 очка, за победы 3:2 — 2, за поражения 2:3 — 1 очко, за поражения 1:3 и 0:3 очки не начисляются.
В чемпионате 2024/25 в V-премьер-лиге участвовало 12 команд: «Осака Марвелуз» (Осака), «НЭК Ред Рокетс» (Кавасаки), «Хисамицу Спрингс» (Кобе/Тосу), «Дэнсо Эйрибис» (Нисио), «Сайтама Агео Медикс» (Сайтама/Агео), «Викторина Химэдзи» (Химэдзи), «Торэй Эрроуз» (Оцу), «Астемо Ривэйл Ибараки» (Хитатинака), «Куинсейз Кария» (Кария), «ПФЮ Блю Кэтс» (Канадзава), «Окаяма Сигуллз» (Окаяма), «Куробе Акуа Фэйрис» (Куробе), «Аранмаре Ямагата» (Саката), «Гунма Грин Уингз» (Маэбаси). Чемпионский титул выиграла команда «Осака Марвелуз», победившая в финале «НЭК Ред Рокетс» 2-0 (3:0, 3:0). 3-е место заняла «Хисамицу Спрингс».

## Призёры
| Сезон     | 1-е место                    | 2-е место                    | 3-е место                          |
| --------- | ---------------------------- | ---------------------------- | ---------------------------------- |
| 1967/68   | «Хитати Мусаси» Кодайра      | «Ясика» Нагоя                | «Юнитика Кайдука» Осака            |
| 1968/69   | «Хитати Мусаси» Кодайра      | «Ясика» Нагоя                | «Юнитика Кайдука» Осака            |
| 1969/70   | «Юнитика Кайдука» Осака      | «Ясика» Нагоя                | «Окису Тоёбо» Осака                |
| 1970/71   | «Юнитика Кайдука» Осака      | «Хитати Мусаси» Кодайра      | «Ясика» Нагоя                      |
| 1971/72   | «Юнитика Кайдука» Осака      | «Ясика» Нагоя                | «Хитати Мусаси» Кодайра            |
| 1972/73   | «Ясика» Нагоя                | «Хитати Мусаси» Кодайра      | «Юнитика Кайдука» Осака            |
| 1973/74   | «Хитати Мусаси» Кодайра      | «Канэбо» Йоккаити            | «Ясика» Нагоя                      |
| 1974/75   | «Хитати Мусаси» Кодайра      | «Канэбо» Йоккаити            | «Ясика» Нагоя                      |
| 1975/76   | «Хитати» Кодайра             | «Юнитика Кайдука» Осака      | «Саньё» Дайто                      |
| 1976/77   | «Хитати» Кодайра             | «Юнитика Кайдука» Осака      | «Саньё» Дайто                      |
| 1977/78   | «Хитати» Кодайра             | «Юнитика Кайдука» Осака      | «Канэбо» Йоккаити                  |
| 1978/79   | «Канэбо» Йоккаити            | «Хитати» Кодайра             | «Юнитика Кайдука» Осака            |
| 1979/80   | «Юнитика Кайдука» Осака      | «Канэбо» Йоккаити            | «НЭК Ред Рокетс» Кавасаки          |
| 1980/81   | «Юнитика Кайдука» Осака      | «Окису Тоёбо» Осака          | «Хитати» Хитатинака                |
| 1981/82   | «Хитати» Хитатинака          | «Юнитика Кайдука» Осака      | «Окису Тоёбо» Осака                |
| 1982/83   | «Хитати» Хитатинака          | «Юнитика Кайдука» Осака      | «Окису Тоёбо» Осака                |
| 1983/84   | «Хитати» Хитатинака          | «Окису Тоёбо» Осака          | «Ито Ёкадо» Ураясу                 |
| 1984/85   | «Хитати» Хитатинака          | «Окису Тоёбо» Осака          | «НЭК Ред Рокетс» Кавасаки          |
| 1985/86   | «Хитати» Хитатинака          | «Дайэй Аттакерс» Кобе        | «НЭК Ред Рокетс» Кавасаки          |
| 1986/87   | «Хитати» Хитатинака          | «НЭК Ред Рокетс» Кавасаки    | «Дайэй Аттакерс» Кобе              |
| 1987/88   | «НЭК Ред Рокетс» Кавасаки    | «Хитати» Хитатинака          | «Ито Ёкадо» Ураясу                 |
| 1988/89   | «Хитати» Хитатинака          | «Юнитика Кайдука» Осака      | «Ито Ёкадо» Ураясу                 |
| 1989/90   | «Ито Ёкадо» Ураясу           | «Юнитика Кайдука» Осака      | «НЭК Ред Рокетс» Кавасаки          |
| 1990/91   | «Хитати» Хитатинака          | «Ито Ёкадо» Ураясу           | «НЭК Ред Рокетс» Кавасаки          |
| 1991/92   | «Хитати» Хитатинака          | «Ито Ёкадо» Ураясу           | «Дайэй Аттакерс» Кобе              |
| 1992/93   | «Хитати» Хитатинака          | «Юнитика Кайдука» Осака      | «Ито Ёкадо» Ураясу                 |
| 1993/94   | «Хитати» Хитатинака          | «Дайэй Аттакерс» Кобе        | «Ито Ёкадо» Ураясу                 |
| 1994/95   | «Дайэй Аттакерс» Кобе        | «Юнитика Кайдука» Осака      | «Хитати» Хитатинака                |
| 1995/96   | «Юнитика Кайдука» Осака      | «НЭК Ред Рокетс» Кавасаки    | «Окису Тоёбо» Осака                |
| 1996/97   | «НЭК Ред Рокетс» Кавасаки    | «Окису Тоёбо» Осака          | «Дэнсо Эйрибис» Нисио              |
| 1997/98   | «Дайэй Аттакерс» Кобе        | «НЭК Ред Рокетс» Кавасаки    | «Юнитика Кайдука» Осака            |
| 1998/99   | «Окису Тоёбо» Осака          | «Хитати» Хитатинака          | «НЭК Ред Рокетс» Кавасаки          |
| 1999/2000 | «НЭК Ред Рокетс» Кавасаки    | «Окису Тоёбо» Осака          | «Юнитика Кайдука» Осака            |
| 2000/01   | «Окису Тоёбо» Осака          | «Хисамицу Спрингс» Кобе/Тосу | «НЭК Ред Рокетс» Кавасаки          |
| 2001/02   | «Хисамицу Спрингс» Кобе/Тосу | «НЭК Ред Рокетс» Кавасаки    | «Пайонир Ред Уингз» Тендо          |
| 2002/03   | «НЭК Ред Рокетс» Кавасаки    | «Такэфудзи Бамбу» Сугито     | «Торэй Эрроуз» Оцу                 |
| 2003/04   | «Пайонир Ред Уингз» Тендо    | «Торэй Эрроуз» Оцу           | «Хисамицу Спрингс» Кобе/Тосу       |
| 2004/05   | «НЭК Ред Рокетс» Кавасаки    | «Пайонир Ред Уингз» Тендо    | «Дэнсо Эйрибис» Нисио              |
| 2005/06   | «Пайонир Ред Уингз» Тендо    | «Хисамицу Спрингс» Кобе/Тосу | «Такэфудзи Бамбу» Сугито           |
| 2006/07   | «Хисамицу Спрингс» Кобе/Тосу | «ДжТ Марвелуз» Нисиномия     | «Пайонир Ред Уингз» Тендо          |
| 2007/08   | «Торэй Эрроуз» Оцу           | «Дэнсо Эйрибис» Нисио        | «Хисамицу Спрингс» Кобе/Тосу       |
| 2008/09   | «Торэй Эрроуз» Оцу           | «Хисамицу Спрингс» Кобе/Тосу | «НЭК Ред Рокетс» Кавасаки          |
| 2009/10   | «Торэй Эрроуз» Оцу           | «ДжТ Марвелуз» Нисиномия     | «Дэнсо Эйрибис» Нисио              |
| 2010/11   | «ДжТ Марвелуз» Нисиномия     | «Торэй Эрроуз» Оцу           | «Хисамицу Спрингс» Кобе/Тосу       |
| 2011/12   | «Торэй Эрроуз» Оцу           | «Хисамицу Спрингс» Кобе/Тосу | «Дэнсо Эйрибис» Нисио              |
| 2012/13   | «Хисамицу Спрингс» Кобе/Тосу | «Торэй Эрроуз» Оцу           | «Окаяма Сигуллз» Окаяма            |
| 2013/14   | «Хисамицу Спрингс» Кобе/Тосу | «Окаяма Сигуллз» Окаяма      | «Торэй Эрроуз» Оцу                 |
| 2014/15   | «НЭК Ред Рокетс» Кавасаки    | «Хисамицу Спрингс» Кобе/Тосу | «Агео Медикс» Агео                 |
| 2015/16   | «Хисамицу Спрингс» Кобе/Тосу | «Хитати Ривейл» Хитатинака   | «Торэй Эрроуз» Оцу                 |
| 2016/17   | «НЭК Ред Рокетс» Кавасаки    | «Хисамицу Спрингс» Кобе/Тосу | «Хитати Ривейл» Хитатинака         |
| 2017/18   | «Хисамицу Спрингс» Кобе/Тосу | «ДжТ Марвелуз» Нисиномия     | «Тойота АБ Куинсейз» Кария         |
| 2018/19   | «Хисамицу Спрингс» Кобе/Тосу | «Торэй Эрроуз» Оцу           | «ДжТ Марвелуз» Нисиномия           |
| 2019/20   | «ДжТ Марвелуз» Нисиномия     | «Окаяма Сигуллз» Окаяма      | «Сайтама Агео Медикс» Сайтама/Агео |
| 2020/21   | «ДжТ Марвелуз» Нисиномия     | «Торэй Эрроуз» Оцу           | «НЭК Ред Рокетс» Кавасаки          |
| 2021/22   | «Хисамицу Спрингс» Кобе/Тосу | «ДжТ Марвелуз» Нисиномия     | «Торэй Эрроуз» Оцу                 |
| 2022/23   | «НЭК Ред Рокетс» Кавасаки    | «Торэй Эрроуз» Оцу           | «Хисамицу Спрингс» Кобе/Тосу       |
| 2023/24   | «НЭК Ред Рокетс» Кавасаки    | «ДжТ Марвелуз» Нисиномия     | «Сайтама Агео Медикс» Сайтама/Агео |
| 2024/25   | «Осака Марвелуз» Осака       | «НЭК Ред Рокетс» Кавасаки    | «Хисамицу Спрингс» Кобе/Тосу       |